# Şirəli Müslümov
Şirəli Fərzəli oğlu Müslümov (26 maart 1805? - 2 september 1973) was een man uit Azerbeidzjan. De man beweerde de oudst levende persoon ooit te zijn geweest. Hij zou in 1973 overleden zijn op 168-jarige leeftijd.
Het enige bewijs voor zijn leeftijd was een officieel paspoort waarop zijn geboortedatum vermeld stond. Een erkende geboorteakte had hij niet. Omdat hij dat paspoort evengoed van een familielid met dezelfde naam die vroeger geboren is kan hebben overgenomen, weigeren velen om zijn hoge leeftijd te accepteren. De Sovjet-autoriteiten namen de claim evenwel over en beschouwden Müslümov als de oudste persoon die ooit geleefd heeft.
In 1963 werd zijn verhaal gepubliceerd door Sovjet-fotojournalist Kalman Kaspijev. Dit leidde tot zoveel aandacht, ook internationaal, dat er een weg werd aangelegd naar het dorp van Müslümov. Ook kreeg het dorp elektriciteit. Verdere publiciteit werd veroorzaakt door een artikel in januari 1973 in het tijdschrift National Geographic.
Müslümov woonde gedurende zijn hele leven in het gehucht Barzavu in het district Lerik, in het Talyshgebergte nabij de grens met Iran. De regio staat bekend om de relatief hoge dichtheid aan eeuwelingen.
Müslümov zou op 131-jarige leeftijd nog zijn getrouwd en een kind verwekt hebben. Hij zou zo'n 200 nakomelingen (5 generaties) hebben gekend.

## Diversen
- Müslümov zou maar één keer in zijn leven ziek geweest zijn: tijdens de winter van 1972-1973 (een longontsteking).
- Müslümov werkte naar eigen zeggen de hele dag tot op 165-jarige leeftijd. Hij werkte op het land.
- Müslümov zou hebben meegevochten in de Krimoorlog.
- Müslümov was moslim en dronk dus nooit alcohol. Hij zou slechts één keer in z'n leven sterkedrank hebben geprobeerd, in 1831.
- Müslümov was een niet-roker. Zijn enige rookervaring had hem zwak en misselijk gemaakt.